# 持仏堂
持仏堂（じぶつどう）は、日常的に礼拝する仏像（念持仏）や位牌を安置する堂（建物、部屋）。念誦堂（ねんずどう）とも呼ばれ、僧侶のみが礼拝する場合は内持仏堂とも呼ぶ。一般世人の家では、仏像や位牌を安置する仏間、あるいは仏壇を指して持仏堂と言うこともある。

## 概要
江戸時代の僧侶・子登が著した『真俗仏事編』は、唐の義浄の『南海寄帰内法伝』三巻における「僧房内に尊像を安置するは南海諸州一般に行うこと」という記述を以って持仏堂の起源を論じている。日本における持仏堂については『日本書紀』天武天皇十四年条の「諸国毎家作仏舎、乃置仏像及経巻、以礼拝供養」という詔を以って始まりとするのが一般的である。奈良時代は念持仏の多くは厨子や龕（がん）に納められていたが、平安時代以降は屋内の一室に置かれるようになり、次いで独立した建物や別室として持仏堂が設けられるようになって、邸内にそうした持仏堂を建てる貴族が多く現われた。鎌倉時代では源頼朝が持仏堂で法華経の購読を行なったと『吾妻鏡』にある。持仏堂には、信仰する仏像を守り本尊として安置し、自身や一門の安寧を祈願する場として、また禅定の場として使われていった。『徒然草』第七十二段には「賤しげなるもの」として、仏像の多い持仏堂を挙げている。近世に入ると、維摩居士の方七尺の居宅の故事に倣い、茶室を兼ねて建てられる持仏堂もあった。江戸中期以降に一般化した在家の仏間や仏壇は、持仏堂の変形である。

## 持仏堂の例
持仏堂の著名な例には次のようなものがある。

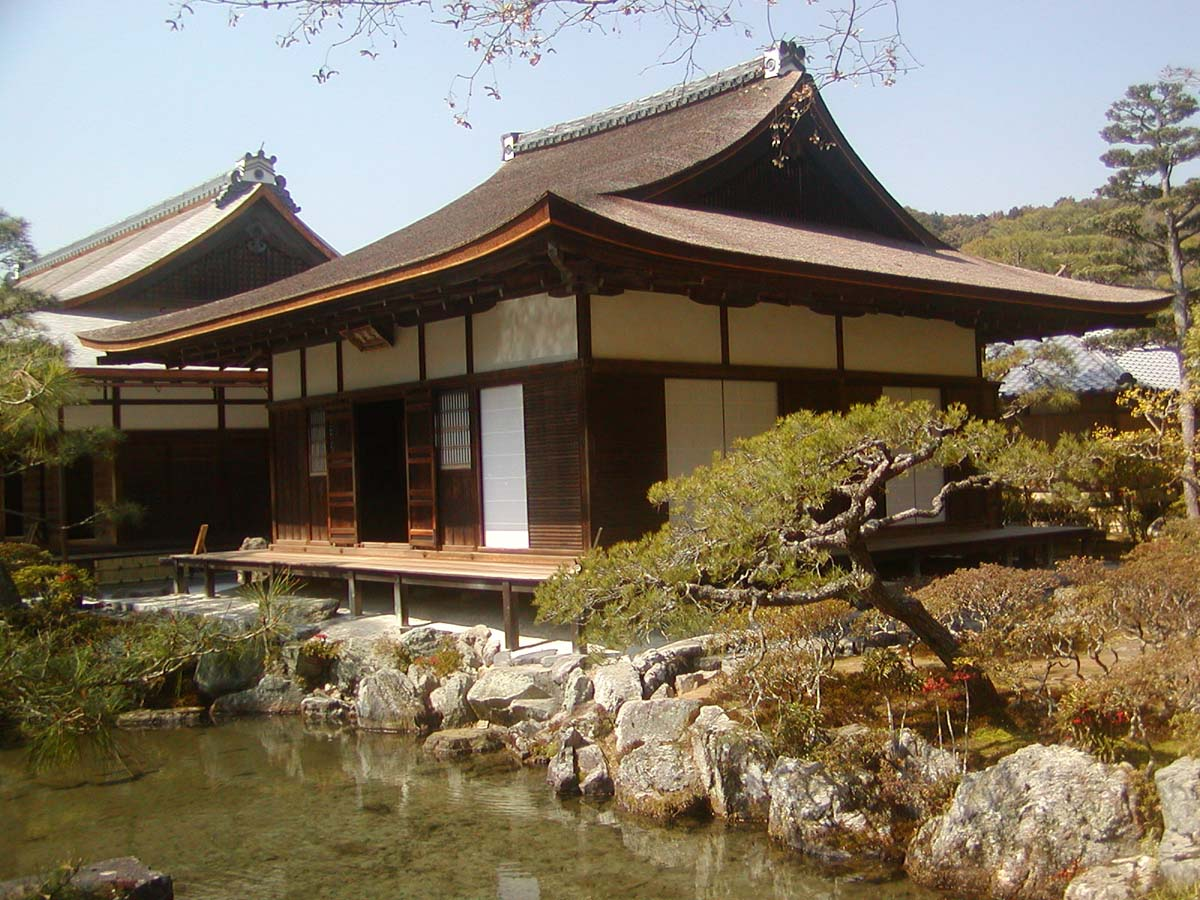
慈照寺東求堂

- 興福寺 - 藤原鎌足が病気快癒を願って維摩詰像を作り、家中に堂を建てて山階精舎・陶原精舎をしたのがその始まりであり、持仏堂から発展した寺院とみることもできる[2][3]。
- 平等院 - 『長秋記』は本堂のほかに持仏堂を記している[3]。
- 阿閦寺 - 石上宅嗣が邸宅を寺院としたものだが、厳密には阿閦如来像を安置した持仏堂である[2]。
- 安楽行院 - 藤原基頼の持仏堂である持明院が基となったと言われる[3]。
- 慈照寺 - 東求堂は足利義政の持仏堂である[1]。